# Protaetia teisseyrei
Protaetia teisseyrei är en skalbaggsart som beskrevs av Arnaud 1989. Protaetia teisseyrei ingår i släktet Protaetia och familjen Cetoniidae. Inga underarter finns listade i Catalogue of Life.